# Distretto di Echeng
Il distretto di Echeng (鄂城区S, Èchéng QūP) è un distretto della Cina, situato nella provincia di Hubei e amministrato dalla prefettura di Ezhou.